# Mary (film 1915)
Mary è un cortometraggio muto del 1915 diretto da Langdon West.

## Produzione
Il film fu prodotto dalla Edison Company.

## Distribuzione
Distribuito dalla General Film Company, il film - un cortometraggio in una bobina - uscì nelle sale cinematografiche USA l'8 dicembre 1915.